# Pleasure (Feist)
Pleasure è il quinto album in studio della cantautrice canadese Feist, pubblicato nell'aprile 2017.

## Tracce
Tutte le tracce sono di Leslie Feist, eccetto dove indicato.
1. Pleasure – 4:45 (Leslie Feist, Dominic Salole)
2. I Wish I Didn't Miss You – 4:18
3. Get Not High, Get Not Low – 4:57
4. Lost Dreams – 5:18
5. Any Party – 5:22 (Feist, Salole)
6. A Man Is Not His Song – 4:41
7. The Wind – 4:35
8. Century (feat. Jarvis Cocker) – 5:53 (Feist, Jarvis Cocker, Brian LeBarton)
9. Baby Be Simple – 6:21 (Feist, Salole)
10. I'm Not Running Away – 3:24 (Feist, Salole)
11. Young Up – 3:54 (Feist, Salole)